# Gastritis
La gastritis és una inflamació de la mucosa gàstrica. La paraula prové del grec gastro- que vol dir estómac i -itis que significa inflamació. Depenent de la causa, pot persistir de forma aguda o crònica i pot coincidir amb altres malalties greus com l'atròfia de l'estómac.

## Causes
Les causes conegudes de la gastritis són:
- Infecció bacteriana (majoritàriament per Helicobacter pylori i altres bacteris Helicobacter).
- Infecció fúngica.
- Infecció parasitària (per marisc poc cuinat).
- Infecció viral.
- Reflux de bilis.
- Antiinflamatoris no esteroidals.
- Fumar.
- Trastorns autoimmunitaris.
- Consumició excessiva d'alcohol.
- Alguns al·lergens.
- Alguns tipus de radiació.

## Símptomes
Símptomes que poden resultar de la gastritis:
- Dolor abdominal.
- Hemorràgia gàstrica.
- Hipoclorhídria.
- Anorèxia.
- Eructar.
- Nàusees.
- Vòmits.
- Febre.
- Cansament.